# Andreas Burkert
Andreas Burkert (* 12. Mai 1959 in Gangkofen) ist ein deutscher Astrophysiker und Hochschullehrer.

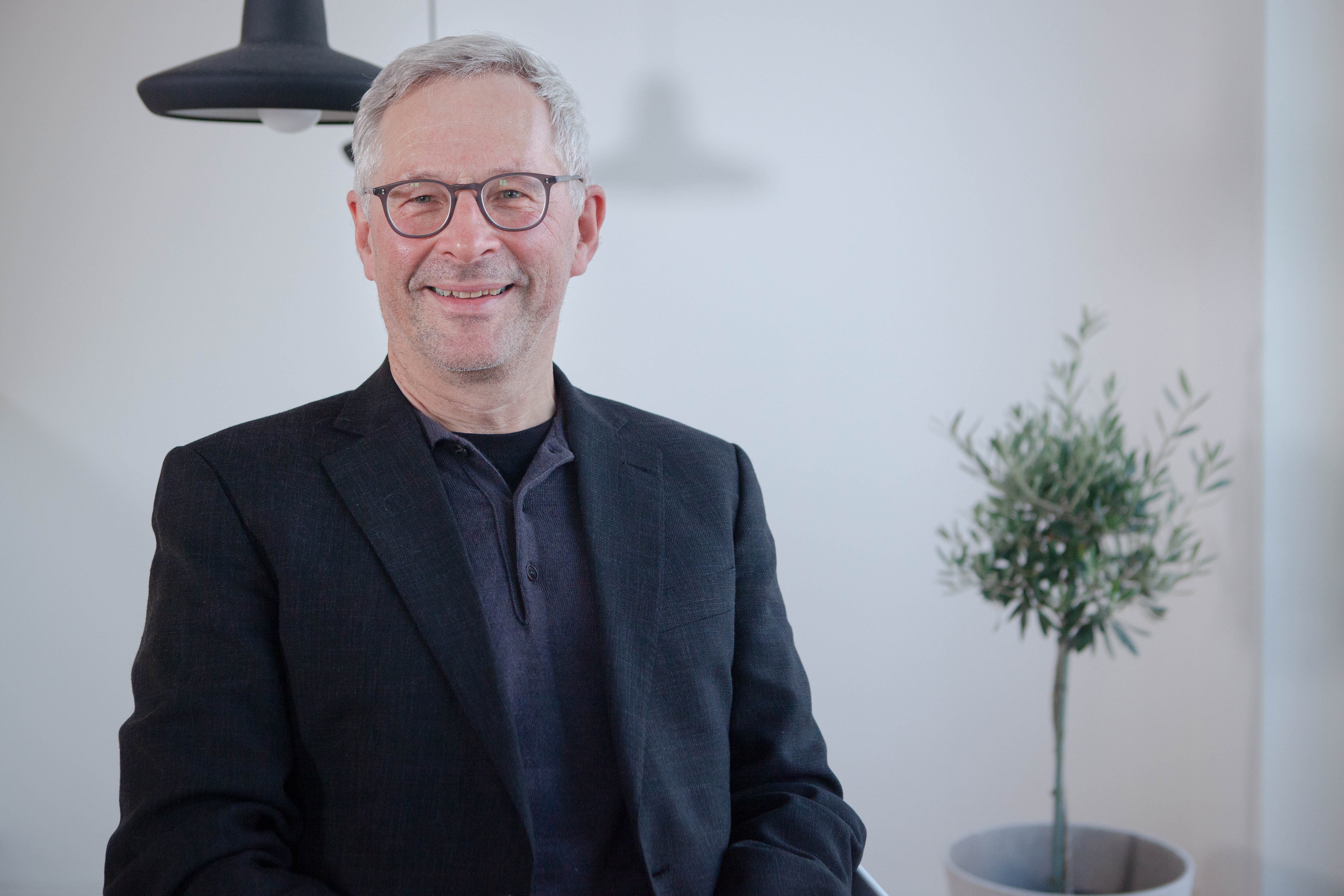
Andreas Burkert

## Leben und Werk
Andreas Burkert studierte Physik an der Ludwig-Maximilians-Universität München (LMU) als Stipendiat der Studienstiftung des deutschen Volkes. Er promovierte dort 1989 bei Rolf-Peter Kudritzki mit einer Arbeit zur Entstehung von Galaxien. Von 1989 bis 1990 ging er als Feodor-Lynen-Stipendiat der Alexander von Humboldt-Stiftung an die Universität von Illinois (Urbana-Champaign) und anschließend an die Universität von Kalifornien (Santa Cruz). 1991 kehrte er nach Deutschland zurück, arbeitete zunächst bis 1995 als wissenschaftlicher Mitarbeiter am Max-Planck-Institut für Astrophysik (Garching) und anschließend von 1995 bis 2003 als Leiter der Theoriegruppe am Max-Planck-Institut für Astronomie in Heidelberg.
Seit 2003 ist er Ordinarius an der Ludwig-Maximilians-Universität München und ist Inhaber des Lehrstuhls für theoretische und numerische Astrophysik. 2006 wurde er als Max-Planck-Fellow an das Max-Planck-Institut für extraterrestrische Physik berufen. Seit 2003 wohnt er in Petershausen.
Von 2011 bis 2014 war er Präsident der Astronomischen Gesellschaft. Er ist Herausgeber der Reihe „Astrophysik Aktuell“ (Springer).
Andreas Burkert erforscht mit numerischen Simulationen komplexe dynamische Prozesse im Universum und seine Entwicklung. Er untersucht Strukturen aus dunkler Materie, die Entstehung von Galaxien, die Struktur und Entwicklung des turbulenten interstellaren Gases und die Entstehung von Sternen und Sternhaufen. Die Internationale Astronomische Union benannte nach ihm einen Kleinplaneten: (267003) Burkert.

## Preise und akademische Auszeichnungen
- 1984: Stipendium der Studienstiftung des deutschen Volkes
- 1989: Feodor-Lynen-Forschungsstipendium
- 1990: LMU Preis für die beste Doktorarbeit in Physik
- 1993: Ludwig Biermann Preis der Astronomischen Gesellschaft
- 2006: Mitglied der Europäischen Akademie der Wissenschaften und Künste
- 2011: Namensgeber für den Asteroiden (276003) Burkert
- 2012: Higgs Fellow am „Higgs Centre for Theoretical Physics“, Edinburgh

## Buchveröffentlichungen
- Andreas Burkert, Rudolf Kippenhahn: Die Milchstraße. C.H. Beck, München 1996, ISBN 3-406-39717-4.
- Andreas Burkert, Helmut Hetznecker, Philipp Schoeller: Fragile Welt, wie die Menschheit globale Naturkatastrophen überleben kann. Herbig, München 2009, ISBN 978-3-7766-2617-9.